# Zdeňka Honsová
Zdeňka Honsová (* 3. Juli 1927 in Jihlava, Tschechoslowakei; † 16. Mai 1994) war eine tschechische Kunstturnerin.

## Karriere
Honsová nahm an den Olympischen Spielen 1948 in London teil. Hier gewann sie mit der tschechoslowakischen Mannschaft die Goldmedaille im Mannschaftsmehrkampf.